# The Eleventh Hour (Magnum)
Pour les articles homonymes, voir The Eleventh Hour.
The Eleventh Hour titre l'album du groupe de rock britannique Magnum sorti en 1983.

## Liste des pistes
1. The Prize
2. Breakdown
3. The Great Disaster
4. Vicious Companions
5. So Far Away
6. Hit and Run
7. One Night of Passion
8. The Word
9. Young and Precious Souls
10. Road to Paradise